# Volare (rivista)
Volare era un periodico mensile italiano di aeronautica edito da Editoriale Domus.

## Storia
Fondata nell'aprile 1983, la rivista rompe la tradizione dell'editoria aeronautica e si rivolge  alla comunità dei piloti, professionisti e privati e degli appassionati, nel solco della rivista automobilistica Quattroruote edita dalla medesima casa editrice. Il nome Volare venne scelto perché quello del bollettino di Aopa Italia che veniva edito precedentemente e distribuito soltanto ai soci dell'associazione. Dal primo all'ultimo numero ha venduto più di ogni altra rivista italiana del settore aeronautico. Dal 1992 al 2005 era completata dal fascicolo Volare Sport, dedicato all'aviazione ultraleggera, e successivamente da Volare Virtual (simulatori di volo), Volare Liberi (2009-2013).
La rivista ha chiuso le pubblicazioni mensili nel novembre 2013, assieme ad altre due testate, Meridiani e Quattroruotine. Ma ogni mese esce in formato inserto all'interno della pubblicazione Tuttotrasporti, con focus sul trasporto aereo. La Redazione comprendeva giornalisti provenienti dal settore industriale e dell'editoria dell'aviazione. Direttore Francesco Giaculli, Condirettore e già caporedattore Silvio Lora-Lamia (già Fabbri); Isabella Stifani (ex Aermacchi); Maurizio Gunelli (ex pilota commerciale); Fabrizio Bovi (ex Agusta); Sergio Barlocchetti (ex Flight Test / Avionic Engineer). Quasi tutti avevano licenze di pilotaggio attive e praticavano regolarmente attività di volo.